# 장건재
장건재(張建宰, 1977년 11월 26일 ~ )는 대한민국의 영화 감독, 프로듀서, 각본가, 촬영 감독이다.

## 참여 작품
- 학교 다녀왔습니다 (1998, 단편) 각본/감독
- 죽거나 혹은 나쁘거나 (2000) 조연
- 피도 눈물도 없이 (2002) 메이킹 필름
- 진혼곡 (2002, 단편) 각본/감독
- 싸움에 들게 하지 마소서 (2003, 단편) 각본/감독
- 히치하이킹 (2005, 단편) 촬영
- 꿈속에서 (2007, 단편) 각본/감독
- 그놈 목소리 (2007) 출연
- 회오리바람 (2009) 각본/감독
- 이제 난 용감해질거야 (2010) 각본/감독
- 나 나 나: 여배우 민낯 프로젝트 (2011) 촬영 수퍼바이저
- 잠 못 드는 밤 (2012) 각본/감독
- 한여름의 판타지아 (2014) 각본/감독
- 바람아 안개를 걷어가다오 (2020) 총괄 프로듀서
- 달이 지는 밤 (2020) 공동 감독
- 괴이 (드라마) (2022) 감독
- 5시부터 7시까지의 주희 (2022) 각본/감독
- 한국이 싫어서 (영화) (2023) 각본/감독
- 극장의 시간 (2024, 단편) 각본/감독

## 수상
- 2023년 한국독립영화협회 올해의 독립영화상 (5시부터 7시까지의 주희)
- 2015년 한국독립영화협회 올해의 독립영화상 (한여름의 판타지아)
- 2015년 제16회 부산영화평론가협회상 (한여름의 판타지아)
- 2015년 제16회 아시아티카영화제 최우수작품상 (한여름의 판타지아)
- 2015년 제35회 한국영화평론가협회상 국제비평가협회상 (한여름의 판타지아)
- 2015년 제3회 무주산골영화제 전북영화비평포럼상 (한여름의 판타지아)
- 2015년 제3회 무주산골영화제 뉴비전상 (한여름의 판타지아)
- 2014년 제40회 서울독립영화제 심사위원특별언급상 (한여름의 판타지아)
- 2014년 제19회 부산국제영화제 한국영화감독조합상 (한여름의 판타지아)
- 2013년 홍콩-아시안필름파이낸싱포럼 우터바렌드렉상 (한여름의 판타지아)
- 2012년 제13회 전주국제영화제 한국장편 대상 (잠 못 드는 밤)
- 2012년 제13회 전주국제영화제 한국장편 관객상 (잠 못 드는 밤)
- 2012년 제66회 에든버러국제영화제 학생비평가상 (잠 못 드는 밤)
- 2012년 제34회 낭뜨3대륙영화제 심사위원 특별언급상 (잠 못 드는 밤)
- 2010년 제1회 에너하임국제영화제 최우수작품상 (회오리바람)
- 2010년 제45회 페사로국제영화제 뉴시네마 대상 (회오리바람)
- 2009년 제35회 서울독립영화제 독립스타상-배우부문 (회오리바람)
- 2009년 제28회 밴쿠버국제영화제 용호상 (회오리바람)